# Eric Roberts (musicista)
Eric J Roberts (New York, 6 agosto 1984) è un bassista statunitense.

## Biografia
Eric Roberts è il bassista del gruppo Alternative hip hop Gym class heroes. Viene chiamato dal batterista Matt McGinley nel 2005, in sostituzione di Ryan Geise. Appassionato di musica metal, è cofondatore, cantante e bassista della band metal "Willing Swords", insieme al tastierista dei Gym Class Heroes, Tyler Pursel. Risiede a Portland, in Oregon.

## Discografia
Con i Gym Class Heroes 
- 2000 ...For the Kids
- 2005 The Papercut Chronicles
- 2006 As cruel as School Children
- 2008 The Quilt
- 2011 The Papercut Chronicles II